# George Woodcock
George Woodcock (ur. 8 maja 1912 w Winnipeg, zm. 28 stycznia 1995 w Vancouver) – kanadyjski pisarz, poeta, myśliciel anarchistyczny, publicysta i wydawca prasy, krytyk literacki. Zajmował się głównie pisarstwem historycznym i biograficznym. Znany jest przede wszystkim jako autor pierwszej powojennej historii anarchizmu Anarchizm. Historia idei i ruchów libertarnych.

## Życiorys
W dzieciństwie przeprowadził się wraz z rodzicami do Anglii. Po ukończeniu szkoły, odrzucił z powodu swoich przekonań stypendium Uniwersytetu Oksfordzkiego i pracował jako urzędnik kolejowy na Great Western Railway. Wówczas zainteresował się anarchizmem.
W czasie II wojny światowej był internowany w USA w Camp Angel w Oregonie, jako odmawiający służby wojskowej. Pobyt w obozie wykorzystał do założenia wydawnictwa Untide Press. Po wojnie powrócił do Kanady i osiadł w Vancouver. Od 1955 pracował na University of British Columbia.
Poświęcił się wówczas działalności pisarskiej, opisując szczególnie ruch anarchistyczny (np. w zbiorze The Anarchist Reader). Napisał ponadto biografie m.in. Proudhona, Godwina, Wilde`a czy Kropotkina oraz monografie historyczne jak np. A Social History of Canada, British Columbia. A History of the Province.
Pod koniec życia zaangażował się w obronie Tybetu. Był wielokrotnie honorowany wyróżnieniami społecznymi. Odmawiał jednak przyjmowania odznaczeń państwowych i publicznych, wyjątek uczynił jedynie dla nagrody od miasta Vancouver.